# Ritorno al futuro - Parte II
Ritorno al futuro - Parte II (Back to the Future Part II) è un film del 1989 co-ideato e diretto da Robert Zemeckis.
Secondo capitolo del franchise di Ritorno al Futuro, a seguito dello straordinario successo del primo film della serie, è stato realizzato quattro anni dopo ed è stato girato contemporaneamente al terzo film della saga che uscì un anno dopo.
Inizialmente, le trame di Ritorno al futuro - Parte II e del successivo Ritorno al futuro - Parte III dovevano essere contenute in un solo film, il quale avrebbe dovuto intitolarsi Paradox.
Il 21 ottobre 2015, giorno in cui Doc e Marty arrivano nel futuro nella Parte II, il film è stato riproposto nei cinema in alcuni paesi, Italia inclusa.

## Trama
Hill Valley, California. Marty McFly è fortunosamente ritornato dal 1955 nella notte del 26 ottobre 1985. La mattina seguente, mentre saluta la sua ragazza Jennifer Parker, vede ritornare il suo amico Doc dal futuro. Egli, partito la notte precedente per il futuro con la macchina del tempo, ha scoperto molto sul destino di Marty, in particolare che il suo futuro figlio si metterà nei guai, e lo invita ad andare con lui nel futuro, per correggere la piega che prenderanno gli eventi.

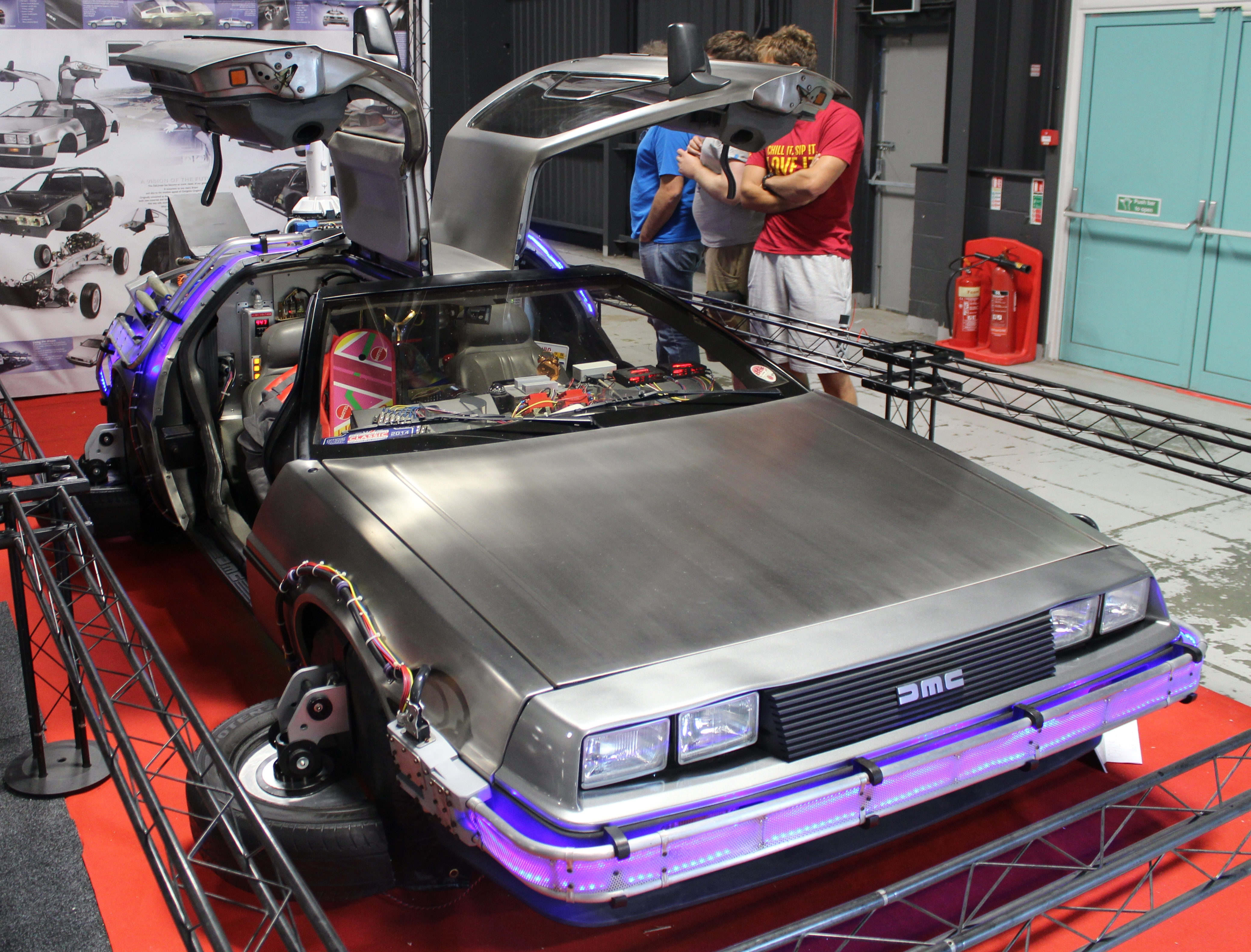
La DeLorean volante come appare in Ritorno al futuro - Parte II.

Doc, Marty e Jennifer arrivano così nel futuro con la DeLorean (nel frattempo aereo-trasformata e modificata con un generatore di fusione, permettendole di volare e di alimentarsi con l'immondizia anziché con il plutonio) nel pomeriggio di mercoledì 21 ottobre 2015, dove lasciano temporaneamente Jennifer in un vicolo, dopo che Doc l'ha addormentata con un generatore alfa induttore di sonno perché faceva troppe domande. Doc spiega a Marty che deve solo sostituire il suo futuro figlio, Marty McFly jr, che gli assomiglia in modo impressionante (essendo interpretati entrambi da Michael J. Fox) e deve dire a Griff Tannen, nipote di Biff, che non vuole partecipare alla rapina, evitando così degli avvenimenti futuri che avrebbero distrutto la sua intera famiglia. Dopo aver sostituito suo figlio e aver incontrato Griff al Cafè 80, Marty rifiuta di partecipare facendo infuriare Griff e dovendo scappare da lui a bordo di un volopattino Hoverboard preso in prestito da una bambina. Marty salva suo figlio dalla galera, facendo arrestare al suo posto Griff e i suoi compagni di gang. Spettatore dell'inseguimento è l'ormai anziano Biff, nonno di Griff ed eterno rivale del padre di Marty.
Successivamente, mentre Doc e Marty sono intenti a recuperare Jennifer nella sua futura casa di Hilldale (dove era stata portata dalla polizia, che l'aveva vista addormentata nel vicolo e scambiata per la Jennifer del 2015), l'anziano Biff si impossessa per breve tempo della DeLorean e di una copia del Grande almanacco sportivo contenente tutti i risultati sportivi tra il 1950 e il 2000. Marty aveva comprato la rivista quella mattina con l'intento di piazzare qualche scommessa conoscendo in anticipo i risultati, una volta tornato nel 1985, ma su richiesta di Doc (che non voleva creare scompiglio nel continuum spaziotempo) l'aveva gettata nella spazzatura. Il vecchio Biff, nascosto dietro una porta, aveva assistito all'accaduto e, rubando l'idea di Marty, consegna l'almanacco al sé stesso più giovane, modificando così il passato e creando un "1985 alternativo". Il Biff del futuro mette in guardia il Biff del 1955 dicendo che uno scienziato pazzo o un ragazzo avrebbero potuto dargli problemi nel futuro.
Grazie alle scommesse vinte in virtù della conoscenza pregressa dei risultati sportivi di mezzo secolo di competizioni, Tannen è diventato uno degli uomini più ricchi d'America, investendo la colossale fortuna accumulata nel trasformare Hill Valley in una capitale del vizio. Reso legale il gioco d'azzardo nella contea, Biff ha fatto radere al suolo il tribunale di Hill Valley e al suo posto ha costruito un enorme e pacchiano hotel-casinò, nel quale dall'attico Biff amministra di fatto la cittadina come una sua proprietà personale; non solo, la delinquenza e la criminalità hanno completamente preso piede a Hill Valley, con la città devastata da bande di teppisti e dai loro efferati atti vandalici. Marty scopre in seguito che Biff ha ucciso con un colpo di pistola George McFly nel 1973, riuscendo poi a sposare Lorraine, divenuta succube del secondo marito, rifatta e alcolizzata; inoltre la scuola è andata a fuoco, Marty, essendo stato adottato da Biff assieme agli altri figli di Lorraine, studia in una scuola privata in Svizzera, e Doc è stato ricoverato in una clinica psichiatrica.
Per Doc e Marty, resisi conto della situazione una volta ritornati nel "1985 alternativo", l'unica speranza di rimettere le cose a posto è tornare nuovamente nel 1955 (perché se tornassero nel futuro arriverebbero nel futuro della nuova linea temporale), rubare e distruggere l'almanacco e impedire che Biff metta in atto il suo piano, facendo anche attenzione a non imbattersi nei loro "doppioni" intenti a far ritornare il Marty del 1985 al futuro. I due giungono così nuovamente nel 1955 e Marty tenta in tutti i modi di appropriarsi dell'almanacco dalle grinfie di Biff, prima nascondendosi nella sua macchina (ma rimanendo bloccato nel garage della casa dei Tannen) e in seguito recandosi alla festa da ballo Incanto sotto il mare, dove il doppione di Marty si sta esibendo sul palcoscenico in Johnny B. Goode. Dopo una rocambolesca fuga a bordo dell'hoverboard inseguito da Biff sulla sua automobile, Marty riesce a riprendere l'almanacco e a bruciarlo, ristabilendo il 1985 precedente alla "deviazione" costruita dal Biff del 2015.
Il tutto avviene la sera della grande tempesta di fulmini di Hill Valley nel 1955. Doc, non riuscendo ad atterrare con la DeLorean per via delle turbolenze, viene colpito da un fulmine e trasportato nel 1885, nel vecchio West, come Marty scopre subito dopo che la DeLorean scompare in un lampo di luce, venendo raggiunto  da un dipendente della Western Union, che ha per lui un plico con una lettera da parte di Doc proveniente dal 1885, che era stata lasciata loro settanta anni prima con la espressa richiesta di venire consegnata solo a un ragazzo corrispondente al nome e alla descrizione di Marty, esattamente quel giorno, in quel luogo e a quell'ora esatta. Nella lettera Doc dice di essere vivo e di non voler essere riportato nel futuro perché si trova bene dove sta, dando inoltre indicazioni sul luogo in cui ha nascosto la DeLorean, per permettere a Marty di tornare nel ristabilito 1985, dopo aver effettuato le necessarie riparazioni per rimediare ai danneggiamenti provocati dal fulmine. Marty corre così a chiedere l'aiuto del "giovane" Doc del 1955 per rimettere in sesto la DeLorean, ma questi, avendolo appena rimandato nel futuro, sviene appena lo vede.

## Produzione

### Sceneggiatura
Il regista Robert Zemeckis dichiarò che, inizialmente, non avevano mai pensato a un sequel mentre stavano girando il primo film, ammettendo: «avevamo solo pensato di terminare il film con un cenno verso un futuro positivo, ma questo ha immediatamente aperto molte speculazioni su un sequel». Bob Gale, riferendosi alla scena che chiude Ritorno al futuro, e funge da inizio di Ritorno al futuro - Parte II, ammise: «quel finale era semplicemente uno scherzo. Abbiamo tutti pensato che fosse appropriato che gli eroi volassero verso il proverbiale tramonto e partissero per una nuova avventura». Dato però che Ritorno al futuro divenne il film con il maggior incasso del 1985, guadagnando oltre 350 milioni di dollari in tutto il mondo, i realizzatori iniziarono a pensare alla possibilità di continuare per davvero l'avventura di Marty e Doc. Zemeckis e Gale decisero così di modellare la storia che Gale avrebbe poi trasformato in una sceneggiatura; Gale dichiarò «sapevamo che avremmo dovuto iniziare la seconda parte dal punto in cui si era interrotta».
Una volta deciso che il loro film sarebbe iniziato nel futuro, Zemeckis e Gale dovettero decidere quale forma avrebbe preso il futuro di Hill Valley, decidendo infine che il futuro non sarebbe stato "orwelliano" e che «non sarebbe stato uno stato totalitario in cui le persone camminano in uniforme con le teste rasate». Bob Gale dichiarò invece che sapevano anche di non poter prevedere con precisione il futuro: «Abbiamo guardato molti film, cimeli dell'Esposizione Universale, libri e altri materiali che predicevano il futuro. Niente di tutto ciò è mai accaduto come previsto, quindi sapevamo che in qualche modo avremmo fallito se avessimo provato a offrire previsioni reali del futuro. Accettandolo, abbiamo deciso che l'unico modo per affrontarlo era renderlo ottimista e divertirci con esso».
Zemeckis dichiarò che non gli interessava semplicemente riunire il cast e farli partire per un'altra avventura, ma voleva stupire il pubblico con qualcosa di nuovo «siamo stati in grado di fare qualcosa che non era mai stato fatto prima in un sequel: torniamo al primo film e rivediamo le scene di quel film con una prospettiva completamente diversa. Abbiamo deliberatamente progettato scene per stimolare la memoria del pubblico del primo film, che è quello che penso sia divertente vedere in un sequel. È come uscire di nuovo con vecchi amici». Bob Gale, aggiunse che qualcosa di simile era già stato accennato nel primo film «mentre viene rimandato nel 1985, Marty imposta i comandi della DeLorean in modo da arrivare 10 minuti prima di quando è partito, rivedendo così se stesso mentre viene rimandato indietro nel 1955. Quando il pubblico ha accettato questa premessa, rimandare Marty e Doc nel 1955 nella Parte II darà agli spettatori esattamente quello che vogliono quando vanno a vedere un sequel: più di quanto hanno visto nel primo film».
La mancata partecipazione di Crispin Glover per il ruolo di George McFly fece deviare la sceneggiatura verso un mondo alternativo in cui George era stato ucciso. Infatti, la morte del padre di Marty e la creazione del futuro alternativo non è derivata da esigenze di copione, ma fu necessariamente dovuta al fatto che Glover non volle reinterpretare il personaggio di George a causa di dissensi coi produttori del film. Una prima sceneggiatura (in cui non solo era già presente il 1985 alternativo con George McFly morto, ma George risultava morto anche nel 2015) prevedeva un viaggio negli anni sessanta con Lorraine in versione figlia dei fiori, ma questa fu modificata perché ritenuta "non filmabile" dalla produzione.

### Casting

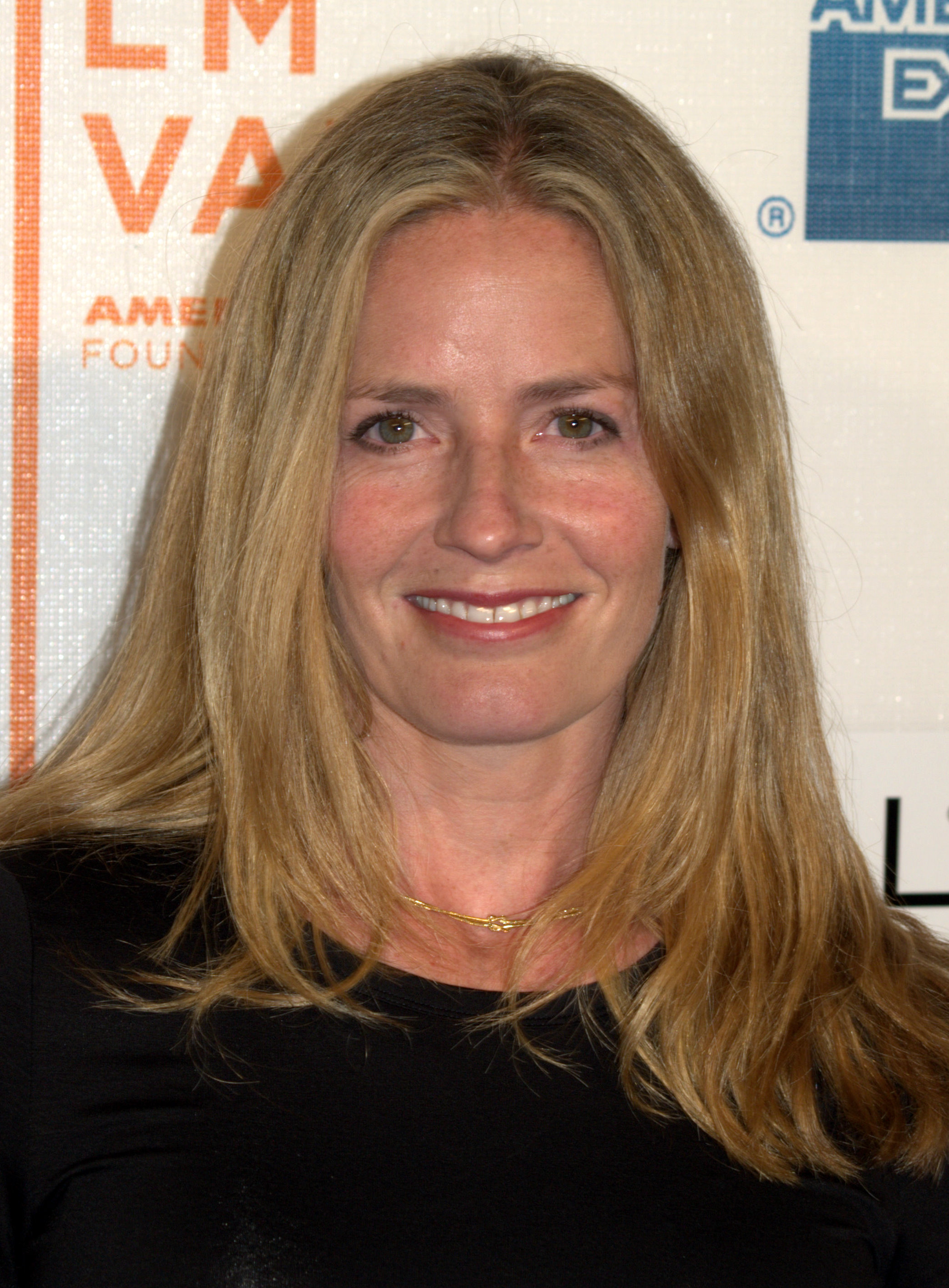
Elisabeth Shue rimpiazzò Claudia Wells nel ruolo di Jennifer Parker

A interpretare George McFly vecchio (quello che compare a testa in giù nel 2015 e quello delle ultime scene del terzo capitolo) verrà chiamato quindi l'attore Jeffrey Weissman, che dovette indossare un trucco prostetico per farlo somigliare a Glover. Alcune inquadrature di Glover del primo film (come lui alla festa da ballo Incanto sotto il mare del 1955, ad esempio) furono invece riutilizzate, senza però il permesso di Glover, che intentò una causa contro i produttori in risposta a questo, e vinse, risultando nella creazione di una nuova clausola predefinita negli accordi della Screen Actors Guild, che stabilì che da quel momento in poi l'immagine di nessun attore poteva essere utilizzata in un film senza il consenso dell'interessato.
Anche il finale del primo episodio, e riproposto all'inizio della Parte II, venne girato nuovamente, con il cambiamento inoltre di alcune parole del copione: infatti Claudia Wells, l'attrice che interpretava la fidanzatina Jennifer Parker nel primo, non riprese il ruolo nel secondo, a causa di una malattia della madre, e venne sostituita da Elisabeth Shue.
In questo secondo episodio, Michael J. Fox interpreta ben quattro personaggi: il Marty adolescente del 1985, il Marty adulto del 2015, suo figlio Martin Jr. e sua figlia Marlene.
Needles, il collega di Marty del 2015 con un diastema interincisivo pronunciato e che lo indurrà a compiere una negligenza lavorativa, sarà lo stesso personaggio di Ritorno al futuro - Parte III (1990), il compagno di scuola di Marty nel 1985 che lo sfiderà in una corsa con l'automobile; nella realtà, altri non è che il bassista della rock-band Red Hot Chili Peppers, il celebre Flea.

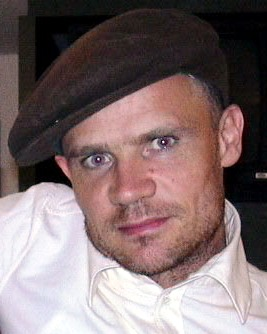
Il musicista Flea si concesse una delle sue prime divagazioni attoriali con il ruolo di Needles, collega di lavoro di Marty del 2015.

Nel film fa la sua prima apparizione cinematografica l'attore Elijah Wood (famoso per la parte di Frodo Baggins nella trilogia de Il Signore degli Anelli) che qui interpreta uno dei due ragazzini che tentano di giocare a Wild Gunman, al "Cafè 80s".
Lo sceneggiatore Bob Gale ha successivamente ammesso che il personaggio di Biff nel 1985 alternativo sarebbe ispirato al tycoon Donald Trump.

### Riprese
La scena d'apertura con le nuvole era stata originalmente utilizzata nel film Firefox - Volpe di fuoco (1982).
Dal momento che il programma di produzione imponeva che la piazza del tribunale di Hill Valley fosse prima girata come il "1985 alternativo", il team di costruzione ebbe solo poche settimane per rimuovere i segni di rovina e le varie strutture, come il casinò di Biff Tannen, per ridare alla piazza un aspetto più tradizionale nel 2015, dove la piazza del tribunale funge da ingresso a un centro commerciale sotterraneo. Venne inoltre scavato un lago artificiale al suo centro e riempito con oltre 80 000 litri d'acqua e circondato da una diversa varietà di fogliame tropicale. Per evitare di dover rimodellare una terza volta l'intera piazza per ambientarla nuovamente nel 1955, i realizzatori scelsero di cambiare solo una delle stradine che costeggiano la piazza, per questo motivo nella scena in cui il Biff del futuro intercetta il Biff del passato non si vede mai la piazza del tribunale completa.
La scena del caffè nostalgico "Cafè 80s" del 2015 è riprodotta in questo modo perché in sede di stesura dello storyboard del film i produttori ammisero che nessuno dei film sul futuro aveva mai azzeccato le mode o il look dell'ipotetico futuro in cui erano ambientati, quindi in uno degli unici posti che Marty frequenta nel futuro sono raffigurati ambienti, musiche e personaggi degli anni ottanta, anticipando inoltre un previsto effetto nostalgia del decennio '80 che poi effettivamente ci fu negli anni 2010.
Per la realizzazione di Chi ha incastrato Roger Rabbit (1988), Zemeckis aveva utilizzato una speciale telecamera gestita dal computer che gli permise di far recitare attori dal vivo con personaggi animati, ma che, sebbene fosse efficace, era limitata nei suoi movimenti e flessibilità. Pensando al suo prossimo progetto, Zemeckis chiese agli ingegneri dell'ILM di modificare il sistema in modo che potesse funzionare come una normale macchina da presa, che venne chiamata Vista Glide, con la quale il regista è stato in grado di spostare la telecamera avanti e indietro all'interno della scena, in modo che i personaggi potessero camminare intorno a se stessi o persino scambiarsi oggetti. L'attore, dopo aver filmato un lato della scena, veniva poi vestito come l'altro personaggio e, tramite un piccolo ricevitore nell'orecchio, poteva ascoltare e reagire ai dialoghi dell'altro personaggio. Utilizzato più volte nel corso del film, la sua applicazione più intricata avviene quando, in una scena ambientata nel 2015, il 47enne Marty McFly e i suoi figli adolescenti Marty Jr. e Marlene, tutti interpretati da Michael J. Fox, sono seduti a godersi una cena a base di pizza interagendo l'uno con l'altro.

### Scene eliminate
Quando il vecchio Biff torna nel 2015 dopo aver consegnato l'almanacco sportivo al giovane sé stesso, ha un malore. In una scena poi eliminata lo si vede svanire. Bob Gale spiegò che l'idea era che nella nuova sequenza temporale il ricco Biff fosse stato ucciso da Lorraine negli anni novanta. La scena fu però eliminata perché avrebbe generato confusione negli spettatori.

### Luoghi delle riprese
Il film è stato in parte girato nei sobborghi di Los Angeles in California e in parte in studio; più precisamente:
- Casa di Marty (1985): 9303 Roslyndale Avenue, Arleta, Los Angeles
- Torre dell'Orologio e piazza di Hill Valley (2015, 1955 e 1985 alternativo): Universal Studios, Universal City
- Casa dei McFly a Hilldale (2015): 3793 North Oakhurst Street angolo Somerset Street, a El Monte
- Casa di Jennifer (1985): 161 North Magnolia avenue, Monrovia
- Casa del signor Strickland (1985A): 12511 Bailey Street, Whittier
- Esterno del Casinò "Biff's Pleasure Paradise" e scale interne dove Marty fugge sul tetto (1985A): Hilton Hotel 555, Universal City Parkway, Los Angeles
- Tetto del Casinò "Biff's Pleasure Paradise" (1985A): tetto del palazzo dello Stage 12, Universal Studios, Universal City
- Casa di Biff (1955): 1809 Bushnell Avenue, South Pasadena
- Casa dove Biff getta la palla dei bambini (1955): 1805 Bushnell Avenue, South Pasadena
- Hill Valley High School (1955): Whittier Union High School, 12417 Philadelphia street, Whittier
- scene interne del ballo “Incanto sotto il mare” (1955): palestra della Hollywood United Methodist Church, 6817 Franklin Avenue, Hollywood
- Tunnel sulla River road, dove Marty recupera l'Almanacco dall'auto di Biff (1955): Mount Hollywood drive, sottostante la collina dell'Osservatorio astronomico Griffith, Los Angeles
- Lyon Estates (1955), di giorno: Union 76 oil field, Corona road & Cucamonga Avenue, Chino
- alcune scene di Lyon Estates (1955) di notte: Stage 12, Universal Studios, Universal City

### Oggetti

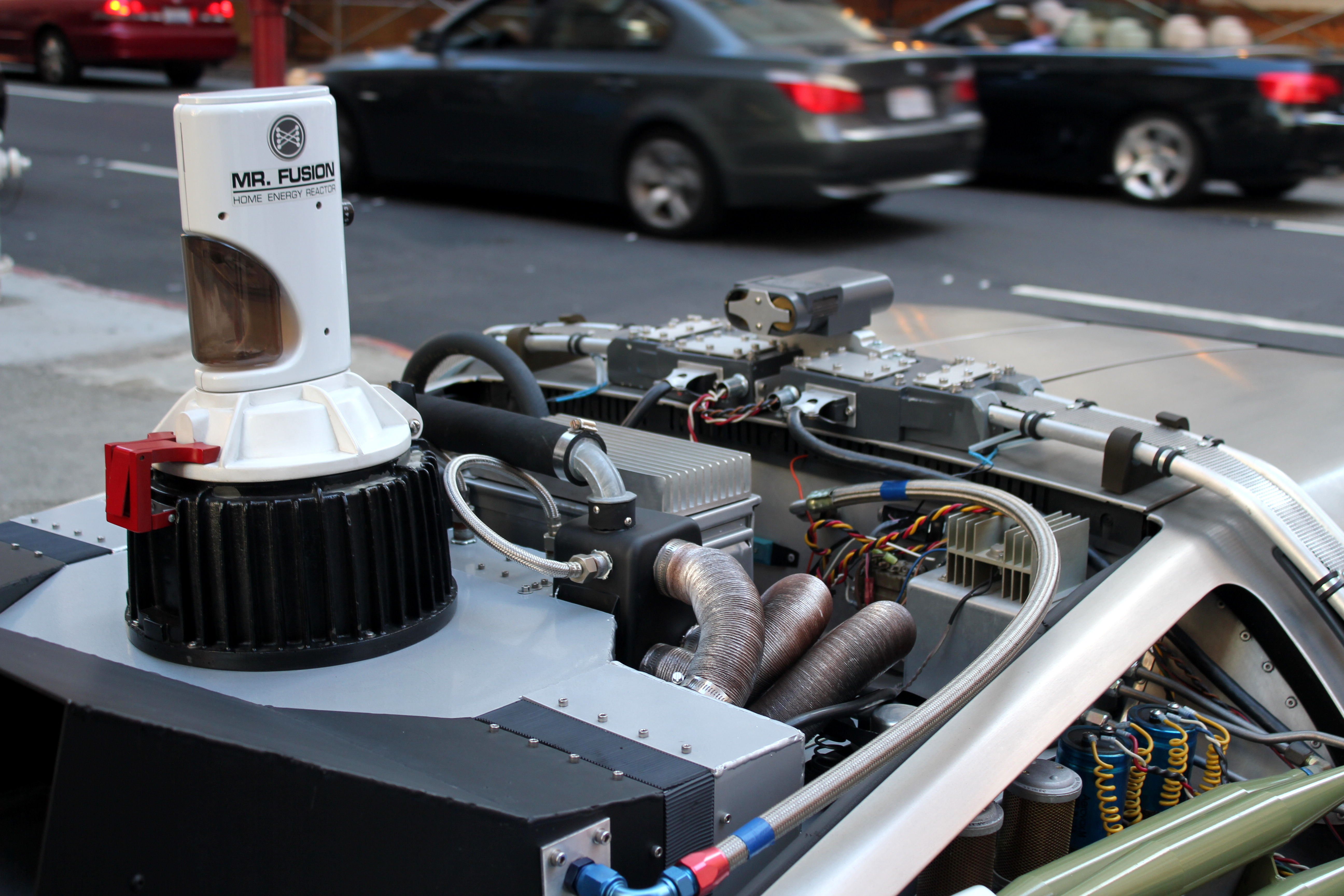
Il nuovo generatore a fusione Mr. Fusion che equipaggia la DeLorean

Il generatore a fusione Mr. Fusion, presente sulla DeLorean del 2015, che permette di generare la reazione nucleare necessaria ad alimentare i tempo-circuiti e il flusso canalizzatore, è stato ricavato da un macinacaffè della Krups, il Coffina Coffee Grinder 223A, scherzoso riferimento a una vera macchina per il caffè del tempo chiamata "Mr. Coffee".
Il regista Robert Zemeckis affermò in un'intervista che lo skateboard senza ruote (hoverboard, detto anche volopattino) usato da Marty nel 2015 esisteva realmente come prototipo della Mattel e viaggiava su di un cuscinetto d'aria, ma non entrò mai in produzione perché reputato "troppo pericoloso" dalle associazioni di genitori. In seguito Zemeckis chiarì che si era trattato solo di una battuta, ma nonostante ciò i centralini della Mattel furono presi d'assalto da persone che volevano acquistare l'hoverboard.
Ispirandosi al secondo capitolo della trilogia, nel settembre 2011 la Nike ha messo in commercio le Nike Mag, molto simili alle scarpe autoallaccianti usate dal protagonista Michael J. Fox. Prodotte in tiratura limitata, sono state messe all'asta con lo scopo di devolvere i guadagni alla Michael J. Fox Foundation, che da anni si impegna a raccogliere fondi per la ricerca sulla malattia di Parkinson, dal quale l'attore è affetto.
Il 21 ottobre 2015, in occasione dei 30 anni del primo film, e della data di arrivo nel futuro di Marty e Doc nella Parte II, la Nike realizzò un altro paio di scarpe Nike Mag, nuovamente a tiratura limitata, ma questa volta realmente autoallaccianti, per devolvere i fondi sempre in beneficenza alla fondazione di Fox, che fu il primo a ricevere in omaggio e a indossarne un paio.

## Colonna sonora
A differenza che per gli altri due episodi, per la colonna sonora della Parte II non venne scritta nessuna canzone esclusiva. Nella colonna sonora del film compaiono le canzoni Beat It di Michael Jackson, udibile nella scena del "Café 80's" e, se pur non accreditata, la canzone I Can't Drive 55 di Sammy Hagar, udibile nella sequenza centrale in cui Marty cammina per le strade della Hill Valley alternativa e degradata.

## Distribuzione

### Edizione italiana
La versione italiana del secondo capitolo e, in seguito, del terzo, ha avuto un cambiamento di voci riguardo ai protagonisti Marty e Doc; se nel primo film, sotto la direzione del doppiaggio di Franco Rossi, vennero richiesti dei provini dalla committenza, che portarono alla scelta di Teo Bellia per Marty e Ferruccio Amendola per Doc, a partire dal secondo capitolo la direzione del doppiaggio fu affidata a Manlio De Angelis che, a differenza del suo predecessore, poté fare invece scelte autonome, affidando a Sandro Acerbo, Marty, e a Dario Penne, Doc.
Come per il primo film, in fase di adattamento dei dialoghi, sono stati effettuati anche alcuni cambiamenti di testo:
- in lingua originale Doc esclama spesso «Great Scott!», una tipica esclamazione della tarda letteratura statunitense, adattato in Italia come «Bontà Divina!» nel primo capitolo e come «Grande Giove!» in questo e nel terzo capitolo;
- Marty non sopporta di essere chiamato «fifone»; nell'originale inglese viene additato come «chicken», ovvero "pollo"; questo termine ha la stessa accezione che in italiano ha l'epiteto "coniglio". Per lo stesso motivo quando sono nel Cafè 80s e Griff chiama Marty «fifone» nella versione originale americana il compagno di gang di Griff col campionatore nella giacca fa ascoltare il verso di un pollo, mentre nella versione italiana il campionatore ripete semplicemente la parola «fifone»;
- nella scena in cui Marty dice al Biff del 1985 alternativo, che si trova nella Jacuzzi con due ragazze, che devono parlare del «Grays Sports Almanac» (nella versione statunitense), in italiano è stato adattato come «grande almanacco sportivo», probabilmente per cercare di far combaciare quanto possibile il labiale dell'attore Michael J. Fox.

## Accoglienza

### Incassi
Il film ha incassato 119 000 002 $ negli USA e 213 500 000 $ nel resto del mondo, per un totale di 332 500 002 $.

### Critica
Il film venne accolto in maniera generalmente positiva. Su Rotten Tomatoes il film riporta un indice di gradimento del 64% con un voto medio di 6,2 su 10 basato su 61 recensioni. Il consenso critico del sito recita: «Ritorno al futuro - Parte II è molto più disomogeneo rispetto al suo predecessore, ma i suoi alti folli superano di tanto in tanto le macchinazioni confuse di una trama troppo imbottita». Su Metacritic detiene invece un punteggio del 57 su 100, basato sul parere di 17 critici e indicando "recensioni miste o medie".
Roger Ebert sul Chicago Sun-Times ha dato al film tre stelle su quattro, criticando la mancanza del «potere genuino dell'originale», ma elogiando il suo umorismo schiacciante e la sua sequenza di inseguimenti sull'hoverboard. Janet Maslin del New York Times ha scritto che il film è «pronto per cose più grandi e migliori» e che «riesce a essere vertiginosamente e allegramente sbalorditivo, piuttosto che confuso.» Tom Tunney di Empire scrisse che il film era ben diretto e «solidamente divertente», pur ritenendolo inferiore agli altri due film della serie.

## Riconoscimenti
- 1990 – Premio Oscar
  - Candidatura per i migliori effetti speciali
- 1990 – Premio BAFTA
  - Migliori effetti speciali a Ken Ralston, Michael Lantieri, John Bell e Steve Gawley
- 1989 – BMI Film & TV Award
  - Miglior colonna sonora ad Alan Silvestri
- 1990 – Nickelodeon Kids' Choice Awards
  - Miglior attore a Michael J. Fox
  - Miglior attrice a Lea Thompson
- 1990 – Young Artist Awards
  - Miglior film fantasy o musicale per la famiglia

## Espedienti narrativi

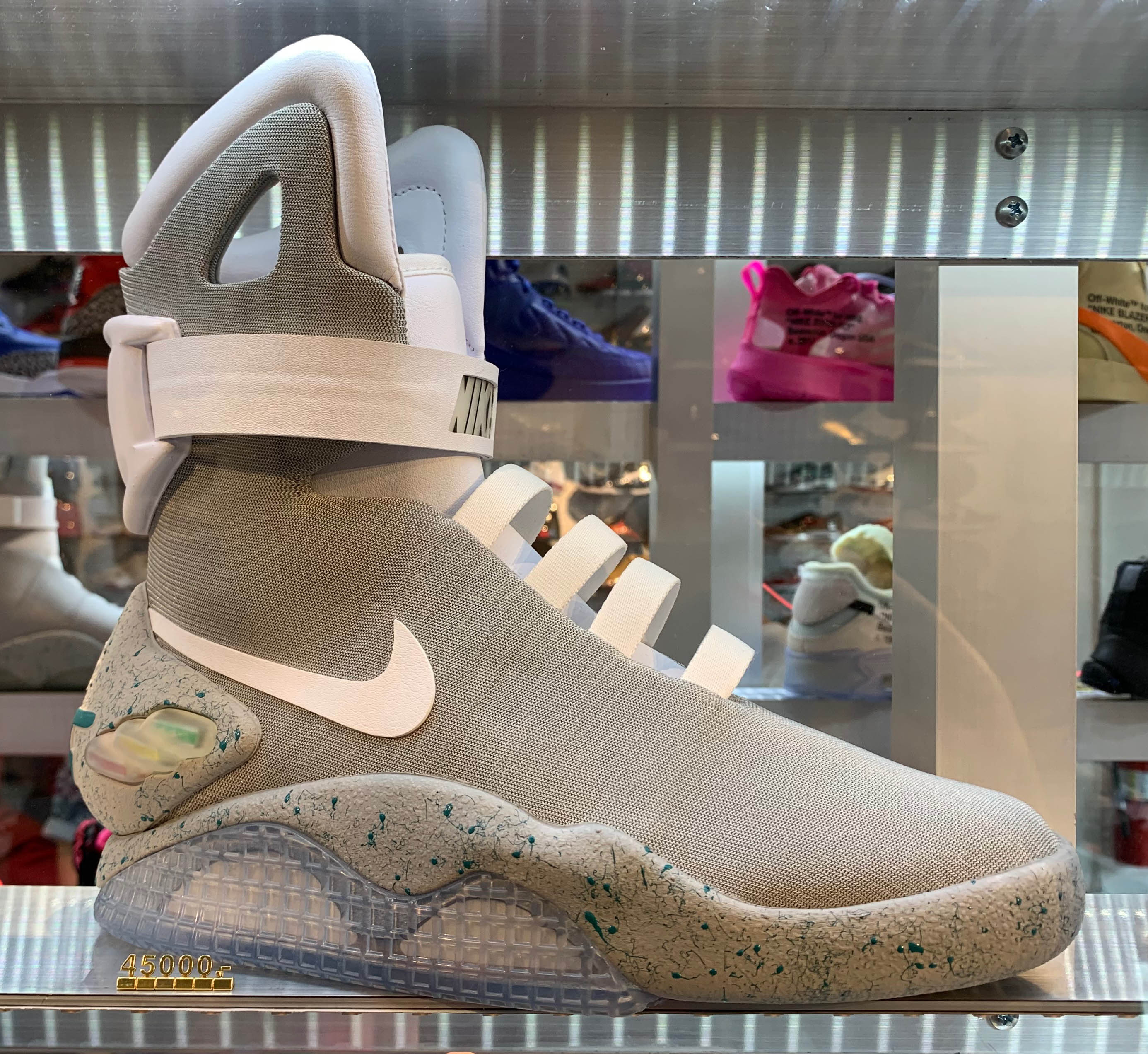
Un paio di Nike Mag realmente prodotte nel 2011 dalla Nike, simili alle futuristiche calzature autoallaccianti ipotizzate nel film

Nel film, soprattutto nell'ambientazione futura, compaiono diversi casi di product placement. Oltre all'apparizione di marchi come Texaco, Pepsi-Cola, JVC, Black & Decker, Pizza Hut, AT&T e Western Union, più rilevante è l'operazione che vede alcuni di essi integrati nella trama dell'opera: su tutte le scarpe Nike autoallaccianti indossate da Marty all'arrivo a Hill Valley, che dapprima nel 2011 e di nuovo nel 2015 saranno d'ispirazione per un reale modello prodotto dall'azienda di Beaverton, le Nike Mag; inoltre, i protagonisti seguono l'evolversi del continuum temporale attraverso le prime pagine della testata USA Today, mentre Marty, per sfuggire a Griff e alla sua banda, utilizza un hoverboard della Mattel.